# Kross
Kross és una empresa polonesa especialitzada en la fabricació de bicicletes i quadres de bicicletes. El 2020 les seves bicicletes es van exportar a 50 països d'arreu del món.
Kross es va fundar l'any 1990 quan Zbigniew Sosnowski va obrir una botiga de bicicletes a la ciutat de Przasnysz, que de seguida es va convertir en un magatzem i en una planta de muntatge de bicicletes. Amb el temps i les inversions adequades, l'empresa s'ha convertit en un pròsper fabricant de bicicletes, al principi comercialitzades amb la marca Grand i, des de 2003, com a Kross. D'ençà el 2004 també fabrica la marca d'escúters Zipp.